# Wilsons sætning
I matematikken siger Wilsons sætning (også kendt som Al-Haythams sætning), at p er et primtal hvis og kun hvis
{\displaystyle (p-1)!\ \equiv \ -1\ ({\mbox{mod}}\ p).}
(Se fakultet og kongruens (talteori) for notationforklaring.)

## Historie
Sætningen blev først opdaget af Ibn al-Haytham (også kendt som Alhazen), men er opkaldt efter John Wilson (en af den engelske matematiker Edward Warings elever) som genopdagede den mere end 700 år senere. Waring offentliggjorde sætningen i 1770, selvom hverken han eller Wilson kunne bevise den. Joseph Louis Lagrange publicerede det første bevis i 1773. Der findes beviser for at Gottfried Leibniz også kendte til resultatet et århundrede tidligere, men han publicerede det aldrig.

## Et bevis
Dette bevis bygger på det faktum, at, hvis p er et ulige primtal, så danner mængden af tal G = (Z/pZ)× = {1, 2, ... p − 1} en gruppe under multiplikation modulo p. Det betyder, at der for ethvert element a i G eksisterer et entydigt bestemt inverst element, b, i G, så ab ≡ 1 (mod p). Hvis a ≡ b (mod p, er a² ≡ 1 (mod p), hvilket betyder, at a² − 1 = (a + 1)(a − 1) ≡ 0 (mod p), og da p er et primtal, er a ≡ 1 eller −1 (mod p); altså er a = 1 eller a = p − 1.
Med andre ord er 1 og p − 1 deres egen inverse, men ethvert andet element i G har et inverst element forskelligt fra sig selv, og hvis elementerne i G samles parvist med dette i tankerne, fås produktet −1. For eksempel fås, hvis p = 11,
{\displaystyle 10!=1(10)(2\cdot 6)(3\cdot 4)(5\cdot 9)(7\cdot 8)\ \equiv \ -1\ ({\mbox{mod}}\ 11).\,}
Hvis p = 2, er resultatet trivielt.
For et omvendt resultat, kan det antages, at kongruensen gælder for et tal n, der ikke er et primtal, men så har n en divisor d med 1 < d < n. Det er klart, at d går op i (n − 1)! men, pga. kongruensen, går d også op i (n − 1)! + 1, hvilket betyder, at d går op i 1 i modstrid med antagelsen.